# Platyseiella platypilis
Platyseiella platypilis är en spindeldjursart som först beskrevs av Chant 1959.  Platyseiella platypilis ingår i släktet Platyseiella och familjen Phytoseiidae. Inga underarter finns listade i Catalogue of Life.